# Aegidinus howdenorum
Aegidinus howdenorum är en skalbaggsart som beskrevs av Colby 2009. Aegidinus howdenorum ingår i släktet Aegidinus och familjen Hybosoridae. Inga underarter finns listade i Catalogue of Life.